# Cliquetsysteem
Het Belgische cliquetsysteem werd in 2003 ingevoerd om het grote prijsverschil tussen diesel en benzine te laten verdwijnen. Concreet stegen de accijnzen bij elke prijsdaling van diesel. Met deze maatregel wou de Belgische staat op termijn de aankoop van dieselwagens ontmoedigen en zo de uitstoot van fijnstof laten afnemen.
Eenmaal de taxatie van diesel en benzine gelijkgetrokken waren, werd het omgekeerde cliquetsysteem ingevoerd.
Het omgekeerde cliquetsysteem moet prijsstijgingen van brandstof temperen. Concreet dalen de bijzondere accijnzen vanaf een bepaalde prijsdrempel. Voor de staat wordt het accijnsverlies gecompenseerd door de gestegen BTW-inkomsten. Voor de consument betekent dit dat de prijs aan de pomp minder snel stijgt. Dit werd voor het eerst ingevoerd in 2004-2005 naar aanleiding van de stijgende branstofprijzen, wanneer diesel meer dan 1,5 euro/L en benzine meer dan 1,7 euro/L (Incl. BTW) kostte aan de pomp. De regering-Michel voerde dit opnieuw in van 2015 tot 2018. Sindsdien is het omgekeerde cliquetsysteem niet toegepast. De aanhoudende stijgingen van de brandstofprijzen in 2022 leidden ertoe dat in de media verschillende kanalen suggereerden om opnieuw accijnsverlagingen door te voeren via het omgekeerde cliquetsysteem, wat politiek in dovemansoren viel.
Naar verwachting zal in de nabije toekomst aan dit systeem nogmaals gesleuteld worden, omdat het CO2-uitstoot begunstigt, wat nefast is om de vooropgestelde klimaatdoelstellingen te halen.